# Landeszeughaus

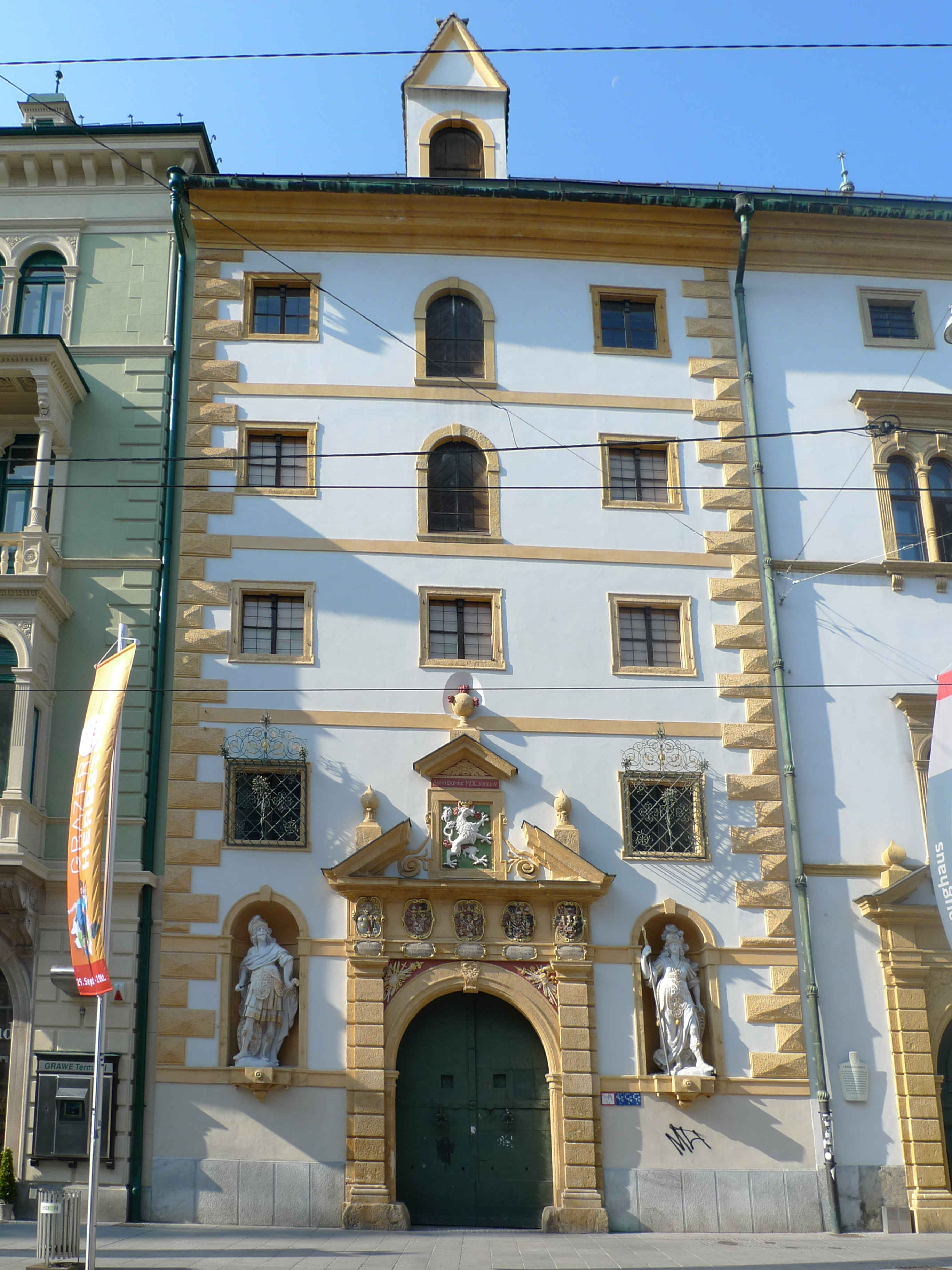
Front des Landeszeughauses

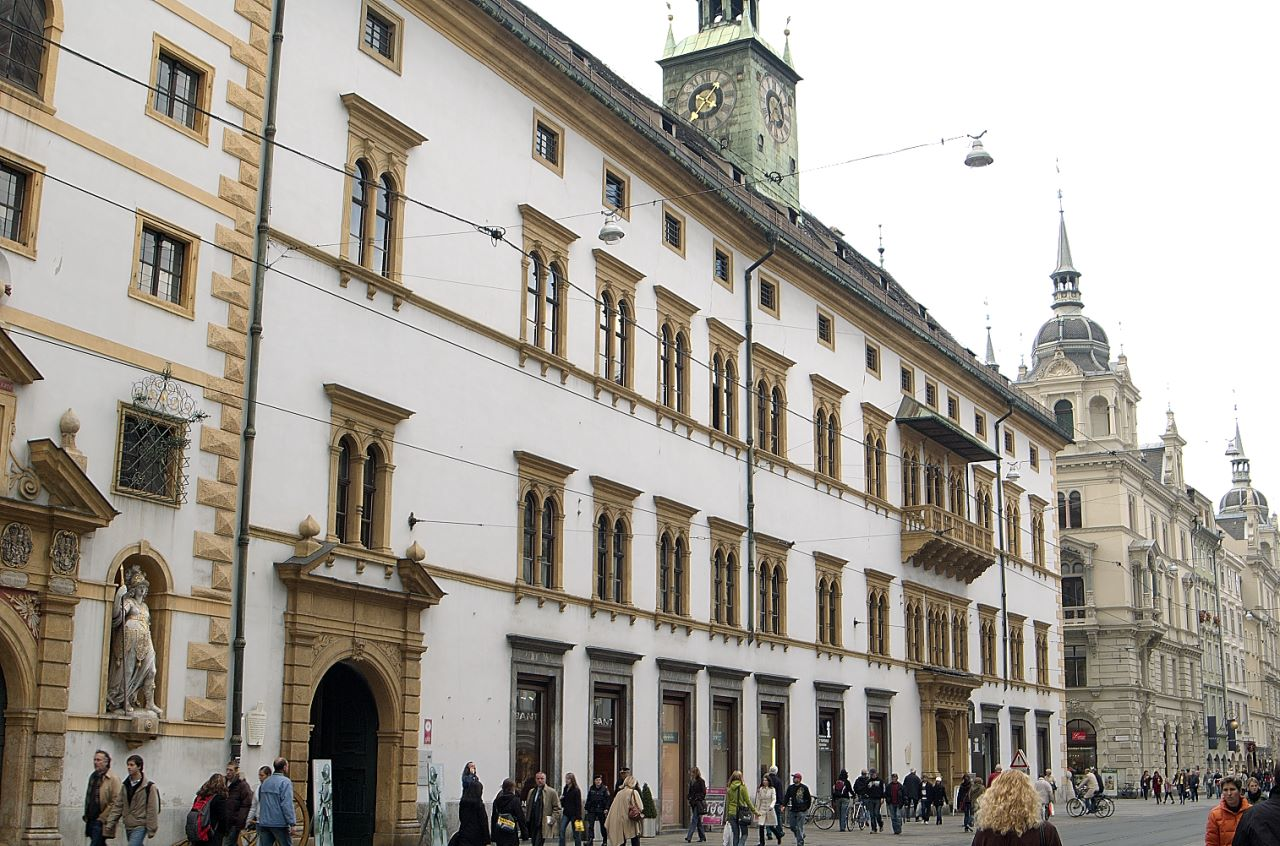
Front des Landeszeughauses

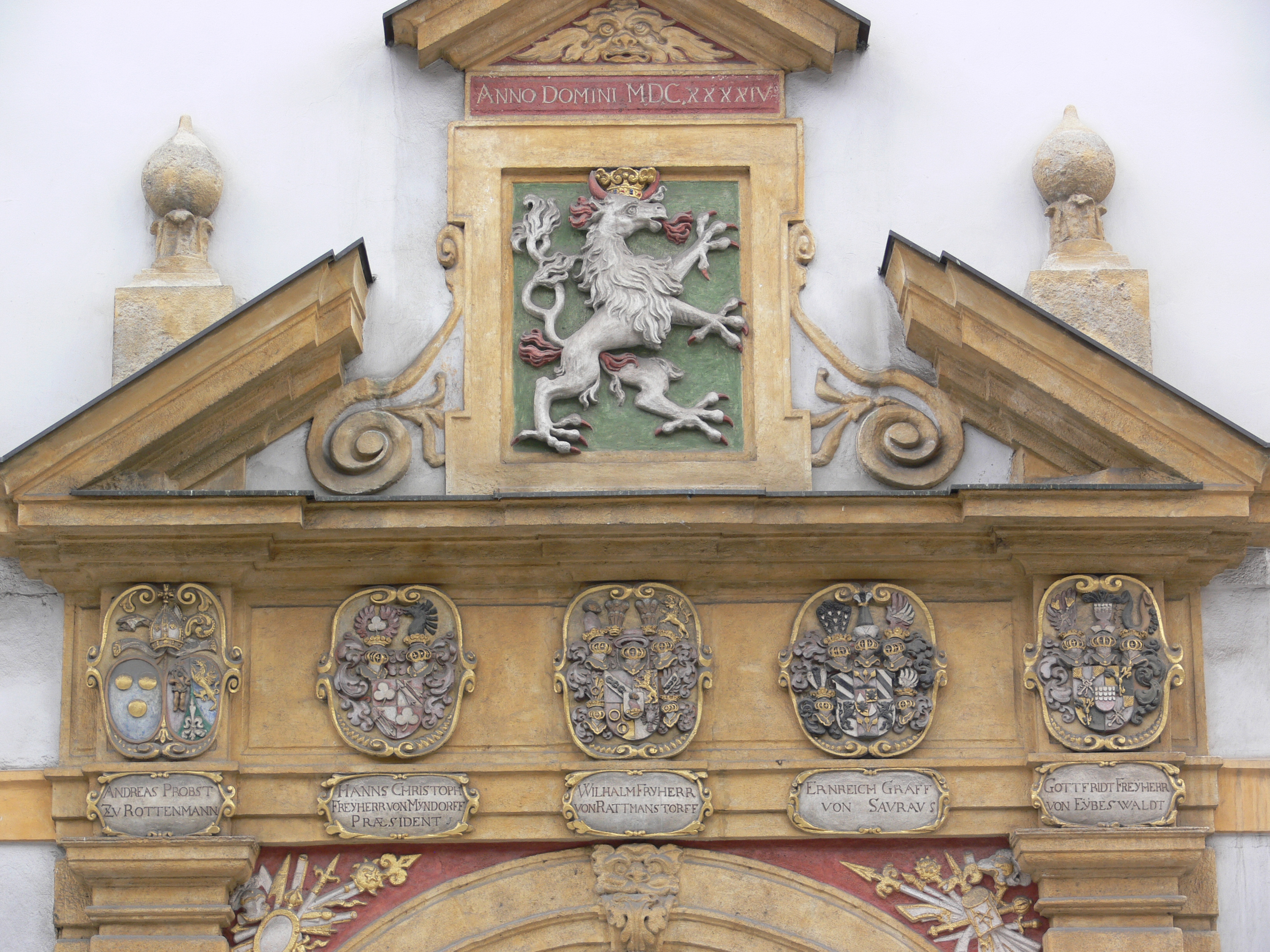
Portal des Zeughauses mit dem Steirischen Panther

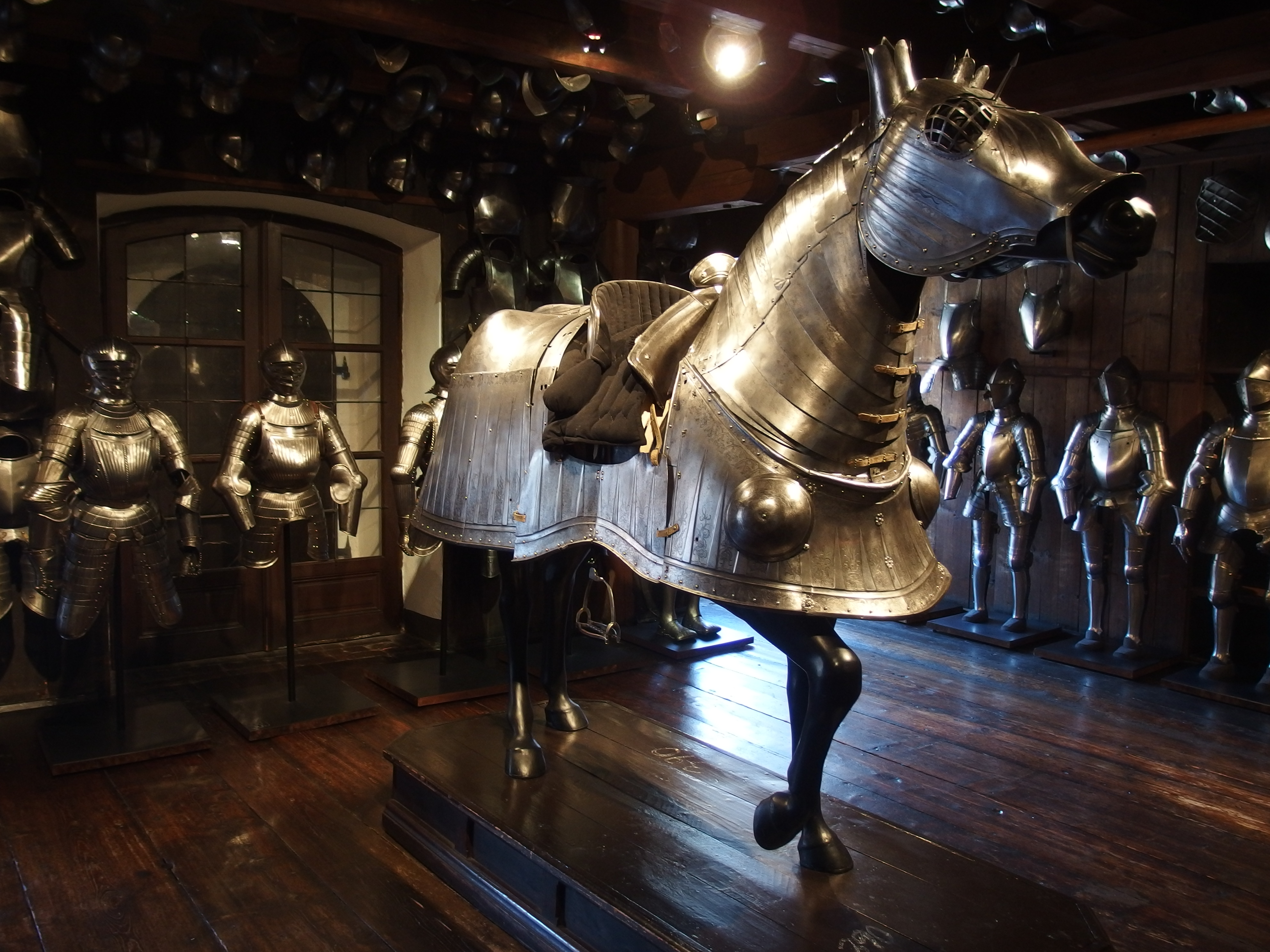
Rossharnisch von Konrad Seusenhofer

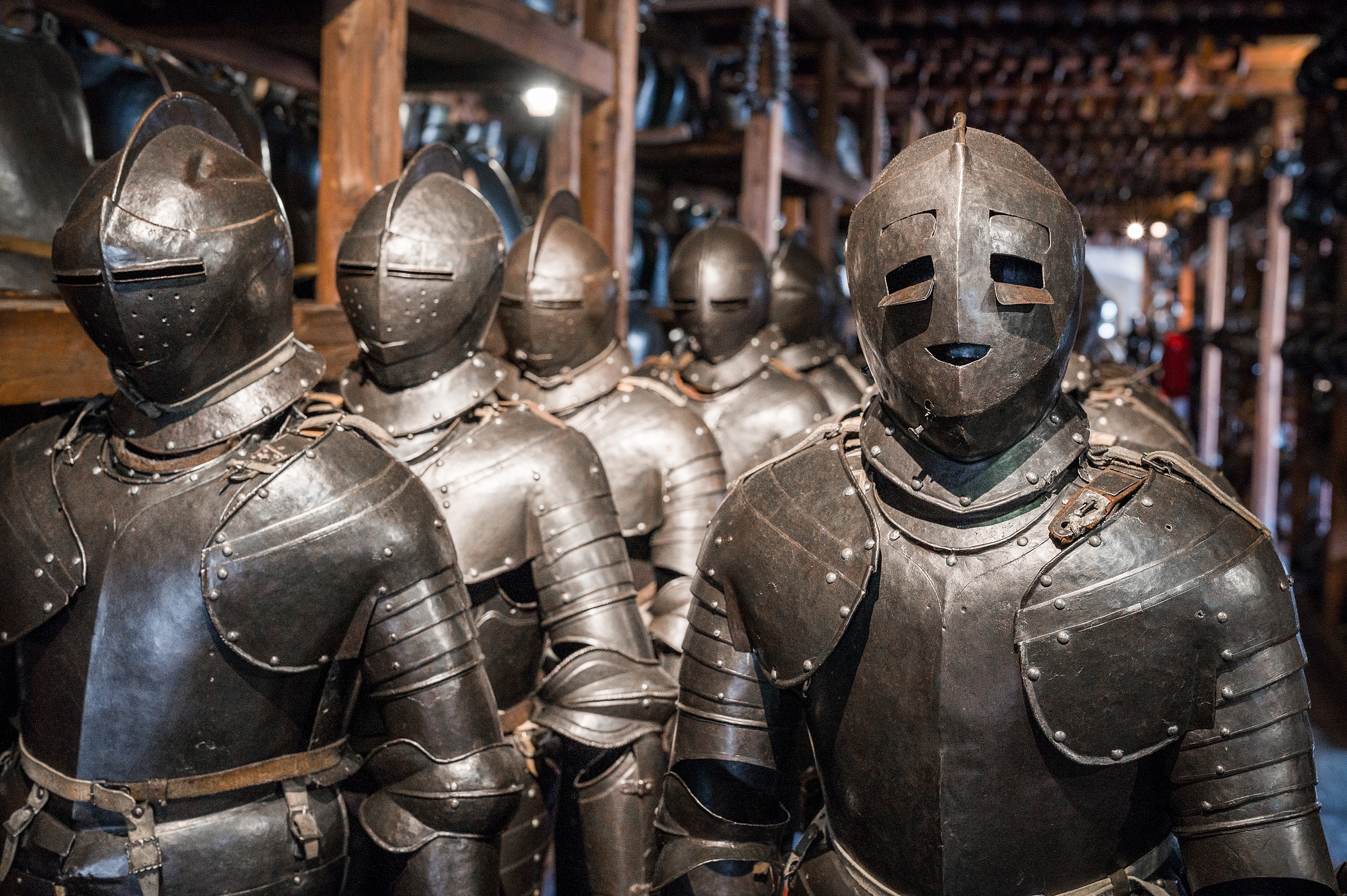
Rüstungen im Zeughaus

Das Landeszeughaus in Graz wurde in den Jahren 1642 bis 1647 errichtet und war einst das zentrale Waffendepot der Steiermark. Die darin gelagerten Waffen samt Zubehör dienten der Ausrüstung des steirischen Landesaufgebots und der Versorgung der zur Abwehr des Osmanischen Reiches im 16. Jahrhundert eingerichteten Militärgrenze in den heutigen Staaten Kroatien und Ungarn. Mit seinen 32.000 Exponaten aller Art ist das Landeszeughaus die größte Rüstkammer der Welt, die noch dazu weitgehend im Originalzustand erhalten ist. Das Haus ist heute ein Teil des Universalmuseums Joanneum und zieht jährlich tausende Touristen und Liebhaber historischer Waffen aus aller Welt an.

## Geschichte
1551 wurde erstmals urkundlich die Bezeichnung Zeughaus für jene Räumlichkeiten verwendet, in denen die Landschaft ihre Waffen deponierte. Diese befanden sich im alten Landhaus und an den Grazer Stadttoren. Mit der Neuerrichtung des Landhauses ab 1565 lagerten die Waffen in den geräumigen Dachböden. Die zunehmende militärische Bedrohung führte zu einer Hochblüte der Waffenproduktion und zur Errichtung des heutigen Zeughauses von 1642 bis 1644 nach Plänen von Antonio Solari in den Formen des deutschen Frühbarock. Mit seinen fünf übereinanderliegenden Geschoßen von 11,5 m Breite und 52,5 m Länge bot es den nötigen Raum, um die verschiedenartigen Kriegsgerätschaften und -materialien in übersichtlicher Form zu lagern. Ausrüstung für 16.000 Mann wurden hier gelagert und instand gehalten. Das Landeszeughaus selbst verlor jedoch nach der Errichtung immer mehr an Bedeutung, und da nach dem Frieden von Karlowitz im Jahre 1699 eine relativ stabile Grenze zum Osmanischen Reich hergestellt werden konnte, war die Hauptaufgabe des Zeughauses, nämlich die Bewaffnung der Söldner an der Militärgrenze in Kroatien/Ungarn, nicht mehr in diesem Maße vonnöten. Wiewohl das Zeughaus weiter genutzt wurde, kam es 1749 zur Schließung des Hauses, und der gesamte Bestand sollte aufgelöst und nach Wien gebracht werden. Diese Initiative ging von Maria Theresia aus, welche im Zuge ihrer Reformen auch das Heerwesen in den Erblanden reformierte und zentralisierte.
Die Stände konnten die Kaiserin vom ideellen Wert des Zeughauses überzeugen, und so blieb das Zeughaus mit seiner Ausstattung als Gesamtensemble und eigentlich ältestes Museum der Steiermark erhalten. 1892 wurde es in das Universalmuseum Joanneum eingegliedert.
Während des Zweiten Weltkrieges wurde das Museum evakuiert und alle Waffen in drei abgelegene steirische Schlösser gebracht. Mit Hilfe der britischen Besatzungsmacht erfolgte der Rücktransport, ohne dass Verluste zu verzeichnen waren. Bereits im April 1946 konnte das Landeszeughaus wieder geöffnet werden.
Am 22. März 2013 wurde der größte Umbau seit der Errichtung des Zeughauses abgeschlossen. Der Eingangsbereich wurde umgestaltet und das Zeughaus barrierefrei gemacht.

## Heutiger Bestand
Heute beherbergt das Zeughaus in Graz mit etwa 32.000 Exponaten die weltweit größte historisch gewachsene Sammlung an Schutzwaffen (rund 3.840 Harnische, Helme, Ringelpanzer und Schilde), Blankwaffen (2.414 Stück), Stangenwaffen (5.395 Stück), Gewehren (3.867 Stück), Pistolen (4.259 Stück) und Waffenzubehör aller Art (davon allein 3.449 Pulver- und Zündkrautflaschen sowie Patronenköcher). Mit diesem Bestand wäre es immer noch möglich, rund 5.000 Mann auszurüsten. Den Schwerpunkt bilden Rüstungsstücke und Waffen für den einfachen Fuß- und Reitersoldaten aus dem 16. und 17. Jahrhundert. Aber auch Offizierswaffen finden sich in der Sammlung, die – häufig reich verziert – aus Werkstätten in Innsbruck, Augsburg oder Nürnberg stammen. Prunkstücke sind unter anderem:
- der Küriss von Erzherzog Karl II. von Innerösterreich; hergestellt von Conrad Richter, Augsburg um 1565
- der Rossharnisch, zuletzt im Besitz von Karl Graf von Stubenberg; hergestellt von Konrad Seusenhofer, Innsbruck (Plattner) und Daniel Hopfer, Augsburg (Ätzmaler) um 1510
- der Prunkharnisch von Michael Witz d. J., Innsbruck um 1550